# Malesien (region)
Definitionen av Malesien:
- Som störst = Områdena A+B+C+D
- Flora Malesiana = Områdena A+B+C

En bred definition av Malesien omfattar både World Geographical Scheme for Recording Plant Distributions (WGSRPD) defintion av Malesien (i grönt) och större delen av deras definition av Papuasien (i orange).

- World Geographical Scheme for Recording Plant Distributions (WGSRPD) = Områdena A+B (områdena C+D utgör Papuasia i WGSRPD)

Områdena:
- A = Västmalesien (Sundaland)
- B = Centralmalesien
- C = Östmalesien (Sahulsockeln)
- C+D = Papuasien

Malesien är en växtgeografisk region som ligger på bägge sidor om ekvatorn vid gränsen mellan Orientaliska och Australiska regionen. Mer specifikt är det en växtgeografisk floraprovins i den paleotropiska regionen. Den beskrevs som separat region 1857 av Heinrich Zollinger, en schweizisk botaniker och upptäcktsresande. De exakta gränserna för att definiera Malesien varierar. Det brett definierade området som används i Flora Malesiana omfattar Malaysia, Singapore, Indonesien, Brunei, Filippinerna, Östtimor och Papua Nya Guinea. Den ursprungliga definitionen av World Geographical Scheme for Recording Plant Distributions (WGSRPD) täckte ett liknande område, men Nya Guinea och några öar utanför kusten avskiljdes som Papuasien i dess version från 2001.